# Alfa Romeo 155
Der Alfa Romeo 155 ist eine Mittelklasse-Limousine der italienischen Automarke Alfa Romeo. Er wurde Anfang 1992 als Nachfolger des Alfa Romeo 75 eingeführt und blieb bis 1998 im Programm.

## Allgemeines
Im Gegensatz zum hinterradangetriebenen Vorgänger Alfa Romeo 75 hat der Alfa Romeo 155 Frontantrieb mit quer eingebautem Motor. Einzige Ausnahme ist die Q4-Version, die wie das Rennfahrzeug vierradangetrieben ist und einen Vierzylinder-Reihenmotor mit Turboaufladung hat. Der 155 basiert auf der Tipo-Plattform. Fiat verwendete sie in mehreren Modellen, teils im Detail je nach Modell und Motorisierung angepasst: Tipo (Typ 160) („Ursprungsplattform“), Fiat Tempra, Fiat Coupé, Bravo, Brava, Marea, Multipla, Lancia Delta II und Dedra sowie Alfa Romeo 145, 146, Alfa Romeo 155, Spider und GTV und etwas modifiziert auch noch beim 155-Nachfolger Alfa Romeo 156. Für die Motorvarianten V6 und Q4 war der 155 auch mit einem elektronisch geregelten Dämpfersystem mit zwei Einstellungen (automatisch und Sport) erhältlich.
Die viertürige Stufenheckkarosserie des 155 wurde von dem Turiner Designstudio I.DE.A Institute entworfen; verantwortlicher Designer war Ercole Spada.

## Modellgeschichte
Im Januar 1992 kam der Alfa Romeo 155 mit zwei Vierzylinder-Twin-Spark-Motoren (1,8 l mit 95 kW (129 PS) und 2,0 l mit 106 kW (144 PS)) sowie einem 2,5-Liter-Sechszylinder mit 121 kW (165 PS) auf den Markt. Der im Herbst 1992 eingeführte 155 Q4 erhielt permanenten Allradantrieb, drei Differenziale (normal an der Vorderachse, epizyklisch inklusive einer Ferguson-Visco-Kupplung in der Mitte, selbstsperrendes Torsendifferenzial an der Hinterachse) und einen 2,0-Liter-16V-Vierzylinder-Turbomotor mit 140 kW (190 PS).
Ab April 1993 gab es wahlweise auch einen kleineren Twin-Spark-Motor mit 1,7 Liter Hubraum und 85 kW (116 PS) oder zwei Turbodiesel mit 66 kW (90 PS) und 92 kW (125 PS), zudem wurde die passive Sicherheit erhöht.
Nach drei Jahren wurde im März 1995 eine leichte Modellpflege mit Kotflügelverbreiterungen und einer modifizierten Front durchgeführt. Neu war auch ein 2,0-Liter-16V-Twin-Spark mit verstellbarer Einlassnockenwelle und 110 kW (150 PS).
Das Interieur wurde im Mai 1996 modifiziert und die 1,7-l- und 1,8-l-Motoren durch Vierventilmotoren mit Doppelzündung (Twin-Spark) und 1,6 oder 1,8 Litern Hubraum ersetzt, die 88 kW (120 PS, 1,6 l) und 103 kW (140 PS, 1.8 l) leisteten. Der 2,5-l-V6 wurde ersatzlos gestrichen.
Im September 1997 wurde der Nachfolger 156 auf den Markt gebracht. Die Produktion des 155 endete Anfang 1998.

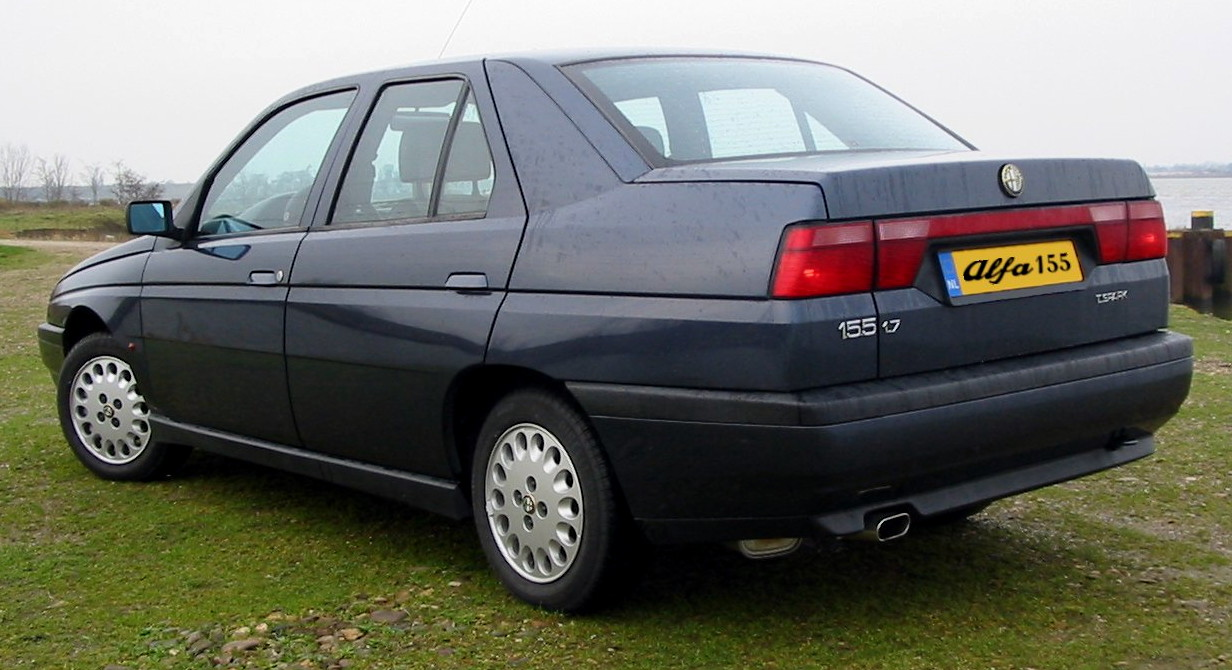
Heckansicht
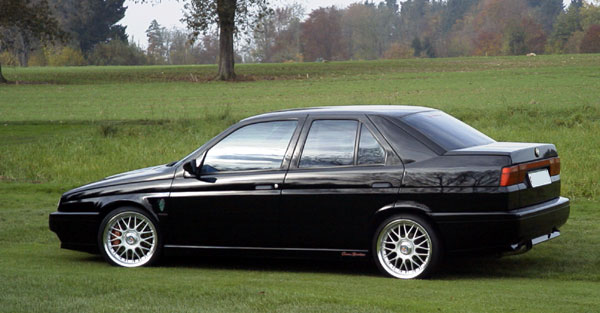
Alfa Romeo 155 Q4
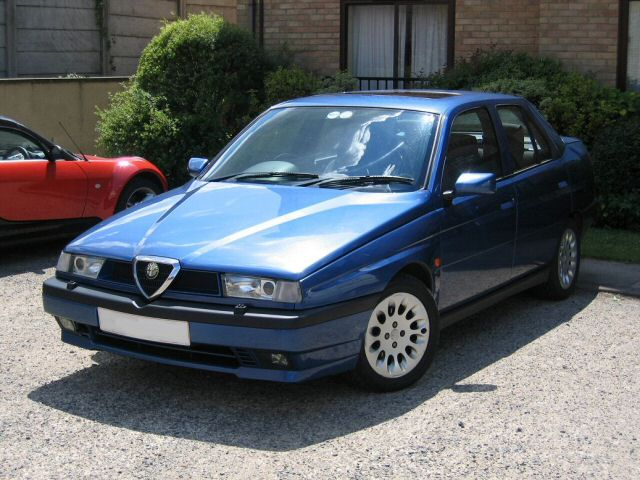
Alfa Romeo 155 (1995–1998)

## Motoren
Beim Serienanlauf war der Alfa Romeo 155 mit Motoren ausgestattet, die vom klassischen Alfa Romeo-Vierzylinder des Konstrukteurs Giuseppe Busso abgeleitet waren. Diese Motoren haben zwei kettengetriebene obenliegende Nockenwellen, zwei Ventile pro Zylinder und einen aus Aluminium gefertigten Motorblock. Sie sind mit Doppelzündung ausgerüstet, daher der Name „Twin Spark“. Die Zylinderköpfe waren an die der Rennmotoren der 1970er-Jahre angelehnt und hatten einen engeren Ventilwinkel als der klassische Alfa Romeo-Motor. Eine Ausnahme bildete der 155 Q4, dessen Antriebsmechanik vollständig vom Lancia Delta HF Integrale übernommen war und der deswegen von dem aufgeladenen Lampredi-Vierzylinder von Fiat mit zwei von einem Zahnriemen angetriebenen Nockenwellen angetrieben wurde.
Später war der Alfa Romeo 155 mit den Motoren ausgestattet, die von Fiats „modularer“-Konstruktionsreihe abgeleitet waren. Sie hatten einen Motorblock aus Grauguss, zahnriemengetriebene Nockenwellen, vier Ventile pro Zylinder und Doppelzündung. Im Gegensatz zu den vorher verwendeten Alfa Romeo-Motoren waren bei ihnen die Zündkerzen unterschiedlich groß und zündeten auch nicht gleichzeitig. Vielmehr zündete die kleinere, seitlich eingeschraubte Kerze im Auslasstakt, um die Abgas-Emissionen zu verbessern.

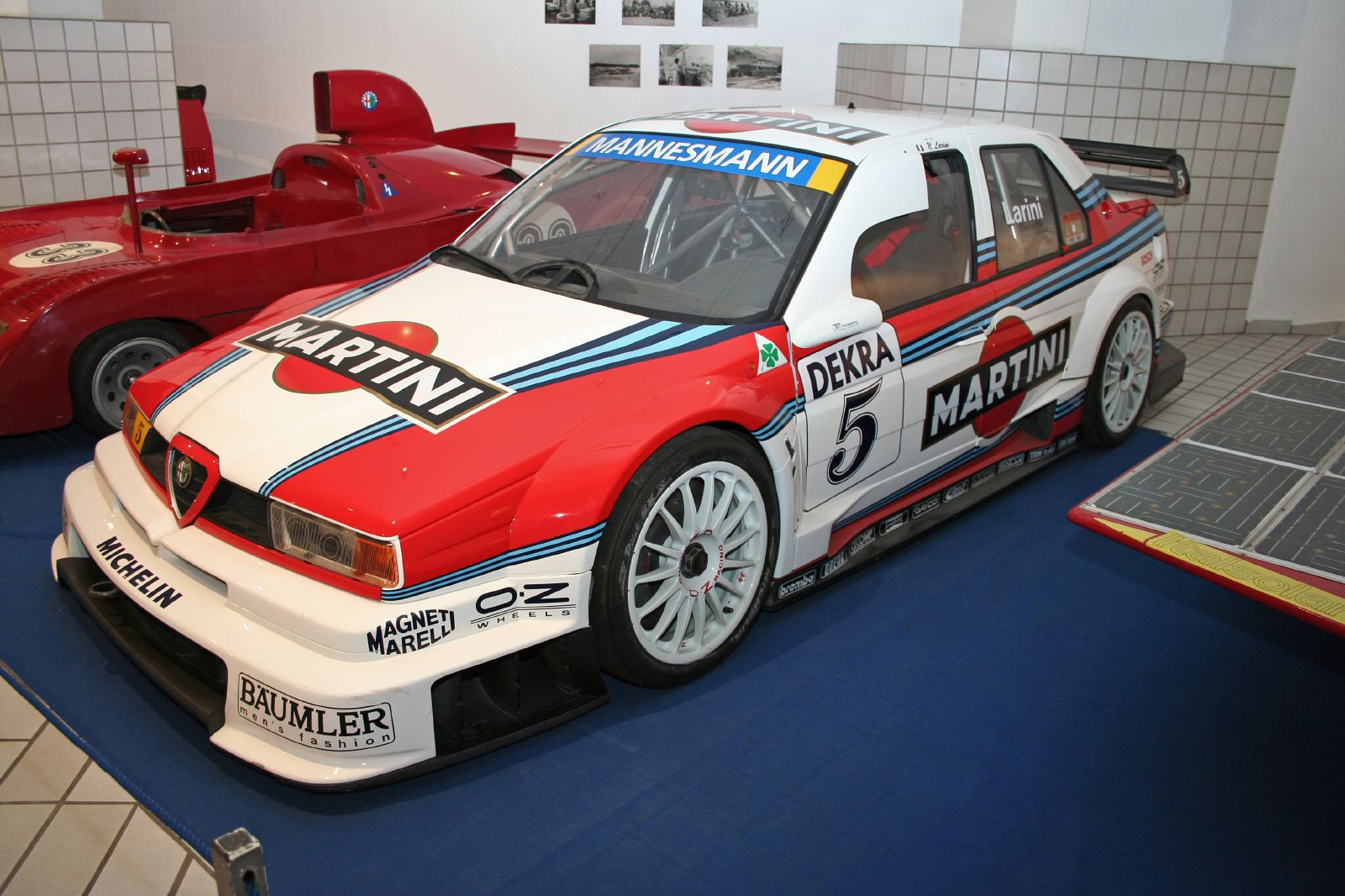
Alfa Romeo 155 V6 ti DTM

| Modell         | Zylinder/Ventile | Hubraum     | Leistung                       | Max. Drehmoment       | Bauzeit         |
| Ottomotoren    | Ottomotoren      | Ottomotoren | Ottomotoren                    | Ottomotoren           | Ottomotoren     |
| -------------- | ---------------- | ----------- | ------------------------------ | --------------------- | --------------- |
| 1.6 Twin Spark | 4/16             | 1598 cm³    | 88 kW (120 PS) bei 6300 min−1  | 144 Nm bei 4500 min−1 | 05.1996–01.1998 |
| 1.7 Twin Spark | 4/8              | 1749 cm³    | 85 kW (116 PS) bei 5800 min−1  | 146 Nm bei 3500 min−1 | 04.1993–05.1996 |
| 1.8 Twin Spark | 4/8              | 1773 cm³    | 93 kW (126 PS) bei 6000 min−1  | 163 Nm bei 5000 min−1 | 01.1992–04.1996 |
| 1.8 Twin Spark | 4/8              | 1773 cm³    | 95 kW (129 PS) bei 6000 min−1  | 167 Nm bei 5000 min−1 | 02.1992–06.1993 |
| 1.8 Twin Spark | 4/16             | 1747 cm³    | 103 kW (140 PS) bei 6300 min−1 | 165 Nm bei 4000 min−1 | 05.1996–01.1998 |
| 2.0 Twin Spark | 4/8              | 1995 cm³    | 104 kW (141 PS) bei 6000 min−1 | 187 Nm bei 5000 min−1 | 01.1992–02.1995 |
| 2.0 Twin Spark | 4/8              | 1995 cm³    | 106 kW (144 PS) bei 6000 min−1 | 190 Nm bei 5000 min−1 | 01.1992–04.1993 |
| 2.0 Twin Spark | 4/16             | 1970 cm³    | 110 kW (150 PS) bei 6200 min−1 | 186 Nm bei 4000 min−1 | 03.1995–01.1998 |
| 2.0 Turbo Q4   | 4/16             | 1995 cm³    | 140 kW (190 PS) bei 6000 min−1 | 297 Nm bei 2500 min−1 | 10.1992–01.1998 |
| 2.5 V6         | 6/12             | 2492 cm³    | 121 kW (165 PS) bei 5800 min−1 | 216 Nm bei 4500 min−1 | 02.1992–05.1996 |
| Dieselmotoren  |                  |             |                                |                       |                 |
| 1.9 TD         | 4/8              | 1929 cm³    | 66 kW (90 PS) bei 4100 min−1   | 190 Nm bei 2400 min−1 | 04.1993–01.1998 |
| 2.5 TD         | 4/8              | 2499 cm³    | 92 kW (125 PS) bei 4200 min−1  | 294 Nm bei 2000 min−1 | 04.1993–01.1998 |

## Der 155 im Motorsport
Nach einer erfolgreichen ersten Saison im Jahr 1992, in der die Rennfahrer Alessandro Nannini und Nicola Larini auf einem mit 2-Liter-Turbo-Vierzylinder ausgestatteten 155 die Italienische Tourenwagen-Meisterschaft souverän gewannen, wurden die ersten 155, jetzt mit V6-Motor, ab 1993 in der deutschen Tourenwagen-Meisterschaft DTM eingesetzt. Larini holte sich hier auf Anhieb die Meisterschaft und legte den Grundstein für eine lang anhaltende, überaus erfolgreiche Karriere des 155 im Motorsport.